# Kobané (Guinée)
Pour les articles homonymes, voir Kobané (homonymie).
Kobané est un village malinké guinéen situé sur la rive gauche du Niger dans la préfecture de Kouroussa, dans la région de Kankan.

## Étymologie
Kobané doit son nom à un marigot affluent du Niger, le Koba.

## Géographie
Kobané se trouve dans le bassin de Siguiri, sur la rive gauche du fleuve Niger. Le village est construit sur une terrasse au-dessus des plaines inondables en hivers, à la limite des zones d'inondation qu'il surplombe d'un ou deux mètres.

## Climat
Kobané possède un climat désertique chaud et sec (BWh) selon la classification de Köppen-Geiger, dit aussi climat tropical de type sud-soudanien. 
La température moyenne annuelle y est de 27.6°C. Avril est le mois le plus chaud de l’année avec une température moyenne de 31.5°C, décembre étant le mois le plus froid avec une température moyenne de 25.1°C. Le record de chaleur à Kobané est de 49°C enregistré le mardi 26 avril 2005 et le record de froid de 6°C enregistré le vendredi 5 mars 2004.
Les précipitations annuelles sont en moyenne de 789.6mm à Kobané. Le mois le plus sec est celui de janvier avec des précipitations moyennes de 5.9mm. Le mois le plus humide est août avec des précipitations de 184.1mm en moyenne.

## Sources
- Les Cahiers d'Outre-Mer, article Kobané, un village malinké du Haut Niger, Année 1956, 9-35 pp. 239-262 en ligne